# La Salina
La Salina je otok od 0,0534 km², na sjeveroistoku Venecijanske lagune u blizini naselja Lio Piccolo, kod Cavallina.
La Salina je bila dio Ammiane, važnog središta koje je za ranog srednjeg vijeka zvanog i Mračno doba, propalo i nestalo. 899. godine, fratri iz samostana Santo Stefano iz Altina, bježeći pred Mađarima, osnovali su novi samostan Sveti Feliks i Fortunato. Oko sredine petnaestog stoljeća, promjena fizičkih uvjeta na gore, prisilila je posljednje preostale redovnike da se presele u Veneciju, gdje su osnovali samostan Sv.Filipa i Jakova.
Od 1844. godine, otok se zove Motta di San Felice, on je tada odabran za izgradnju solane. Glavna postrojenja dovršena su 1857. godine. Kod izgradnje otkriveni su pod i temelji starije crkve. Od 1913. godine, solana više ne radi, a na otoku je ostalo nekoliko obitelji poljoprivrednika koji su bavili zemljoradnjom i ribarstvom.
La Salina je ponovno napuštena nakon Drugog svjetskog rata. 1992. godine je peuređena kao mjesto za seoski turizam i ribolov.